# Santiago del Collado
Santiago del Collado es un municipio de España perteneciente a la provincia de Ávila, en la comunidad autónoma de Castilla y León. Forma parte de la comarca de El Barco de Ávila-Piedrahíta y está situado en la vertiente sur de la Sierra de Peñanegra. En 2024 contaba con una población de 162 habitantes.
Está constituido, además de por la cabecera homónima del municipio, Santiago del Collado, por los núcleos de Las Casas de Navancuerda, El Collado, La Lastra, Navalmahillo, Navamuñana, Nogal, Santiuste, Valdelaguna, La Venta del Alto, El Zarzal, El Poyal (deshabitado) y Navarbeja (deshabitado).

## Geografía

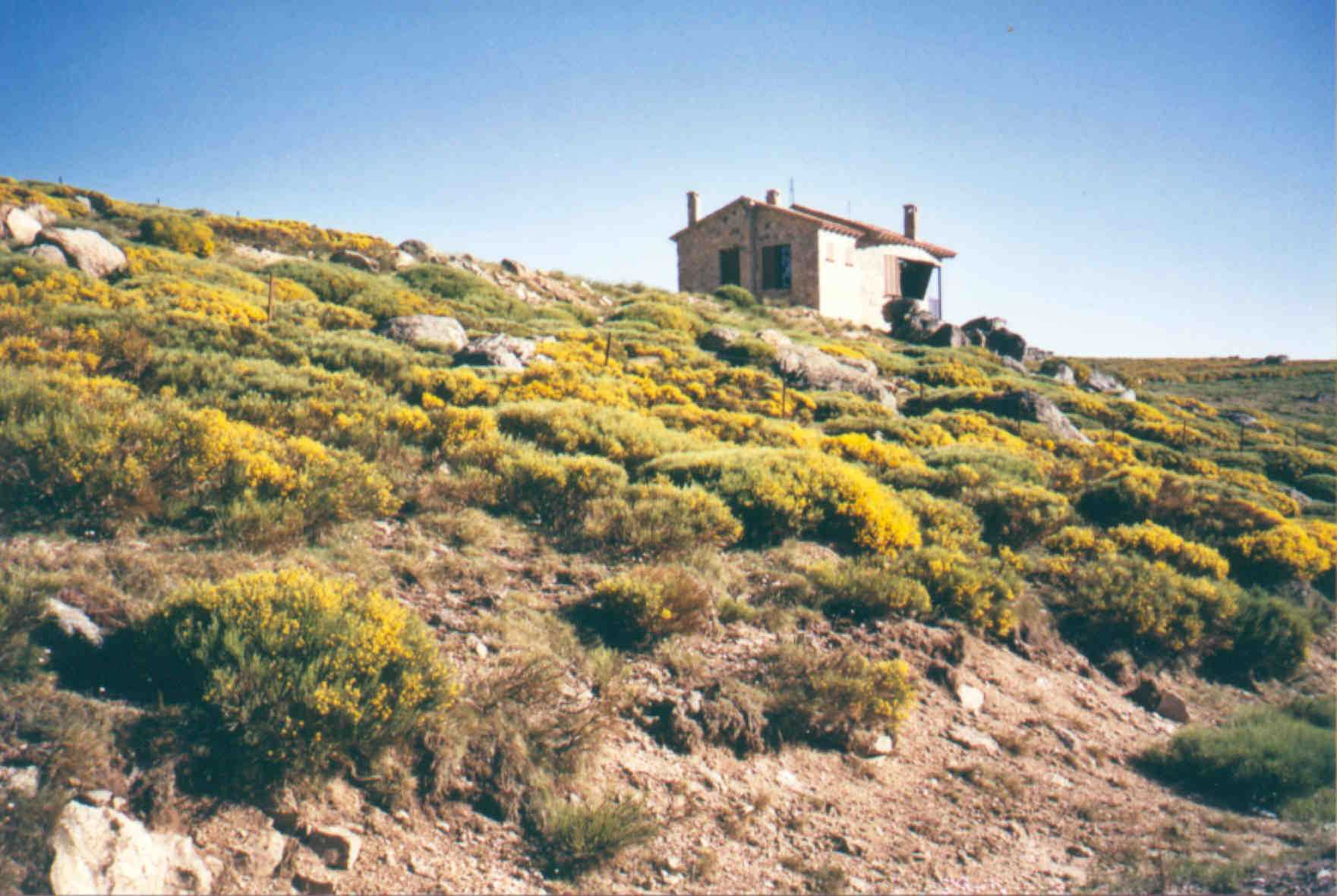
Refugio en la cima del puerto de Peñanegra, en el término municipal de Santiago del Collado.

Integrado en la comarca de El Barco de Ávila-Piedrahíta, se sitúa a 69 kilómetros de la capital provincial. El término municipal está atravesado por la carretera N-110 entre los pK 317 y 321, además de por la carretera provincial AV-932, que comunica Piedrahíta con San Juan de Gredos. 
El relieve del municipio está caracterizado por la cadena montañosa que separa el valle del Corneja del valle que forman el arroyo de Caballeruelo y el río de Santiago, afluente del río Corneja, al pie de la ladera septentrional de la sierra de Villafranca. El collado que da nombre al pueblo es el Risco de la Umbrela, que alcanza los 1562 metros, y hace de límite con La Aldehuela. Sin embargo, los puntos más elevados del municipio forman parte de la sierra de Villafranca, destacando los picos Peña Regadera (1967 metros), Tarayuela (1964 metros) y Peña Negra (1953 metros). La carretera AV-932 atraviesa el puerto de Peñanegra (1925 metros) en su camino hacia San Juan de Gredos. La altitud oscila entre los 1972 metros en la sierra de Villafranca y los 1080 metros a orillas del río de Santiago. El pueblo se alza a 1224 metros sobre el nivel del mar.
| Noroeste: Hoyorredondo | Norte: Piedrahíta       | Noreste: Piedrahíta y Navaescurial      |
| Oeste: La Aldehuela    |                         | Este: Navaescurial y San Juan de Gredos |
| Suroeste: Avellaneda   | Sur: Santiago de Tormes | Sureste: Navalperal de Tormes           |

## Demografía
Santiago del Collado cuenta con una población de 162 habitantes (INE 2024).
| Gráfica de evolución demográfica de Santiago del Collado entre 1842 y 2021                                            |
| |
| Población de derecho según los censos de población del INE. Población de hecho según los censos de población del INE. |

## Cultura

### Fiestas y tradiciones

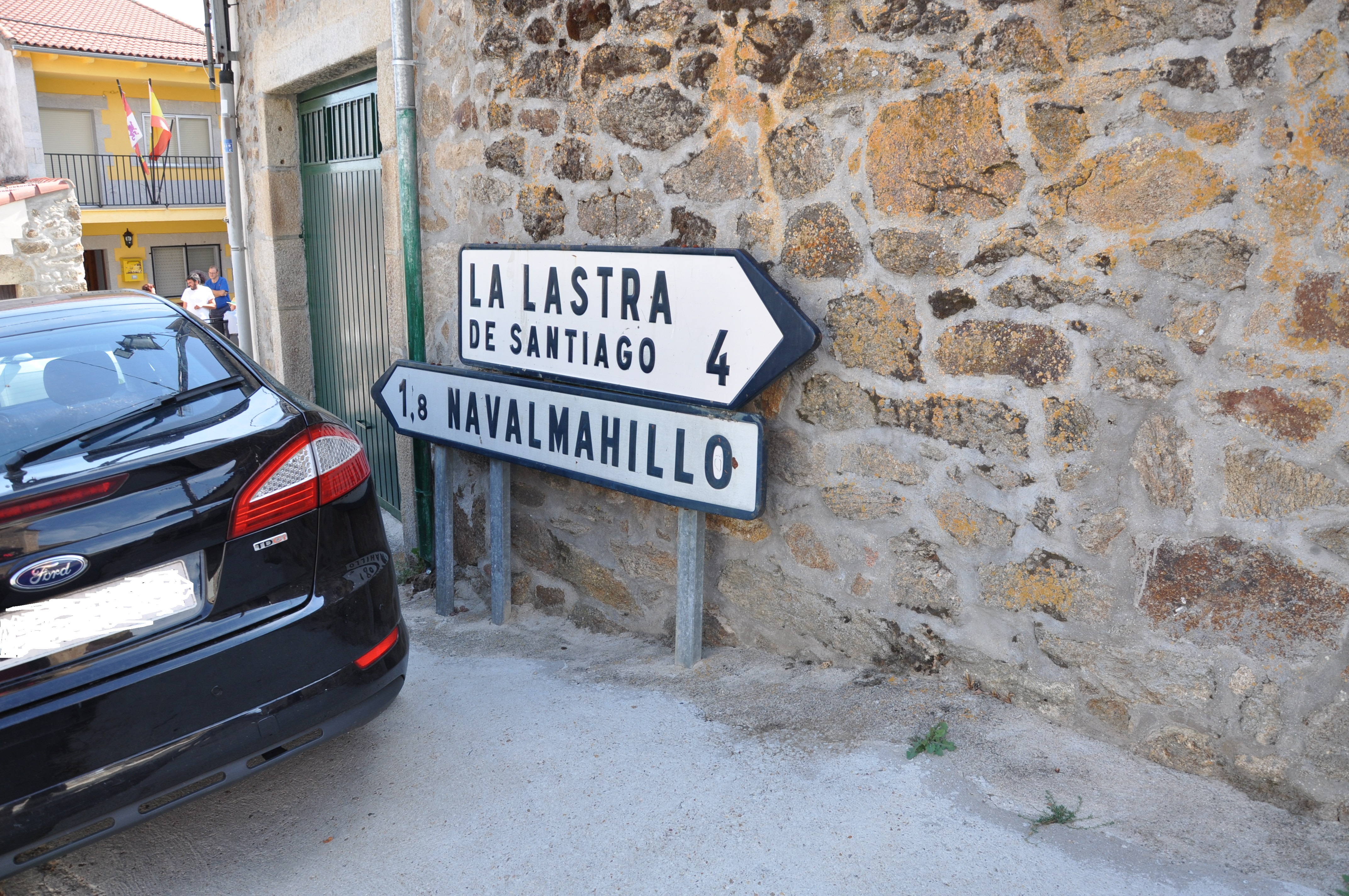
Señales de dirección en Santiago del Collado

Las fiestas patronales de la localidad tienen lugar el 2 de febrero en honor a la Virgen de las Candelas y el 25 de julio en honor a Santiago Apóstol. La primera de las celebraciones es una de las fiestas más arraigadas y que ha comenzado a recibir un impulso desde que a mediados de la década del 2000, se rehabilitara la imagen de la Virgen y se recuperara la celebración de la procesión. Ese día, los fieles se congregan a la puerta de la iglesia, donde encienden sus velas (las candelas) y entran en el templo para celebrar la misa. Después, tiene lugar la procesión con el recorrido habitual por el centro de Santiago y al llegar a la iglesia, se celebra la subasta de los banzos de la Virgen para devolver la imagen al interior del templo. Desde el año 2007, el Ayuntamiento ofrece después una invitación a los vecinos que participan en los actos religiosos y, desde 2012, se ha recuperado el baile nocturno que llevaba sin celebrarse en torno a 8 años.
Por su parte, la fiesta de verano en honor a Santiago Apóstol, tiene lugar el 25 de julio con la celebración religiosa, la procesión con la imagen del santo y la subasta de los banzos en el atrio de la iglesia. En los últimos años, se han recuperado actividades culturales y festivas complementarias, como el campeonato de calva o el juego tradicional de cartas del Cinco y caballo, que completan la programación con verbenas nocturnas, el teatro y los juegos infantiles. Antiguamente, se celebraba también la festividad de Santa Ana, el 26 de julio, que pretende recuperarse también este año.
El anejo de Navalmahillo celebra desde el año 2000 una fiesta de verano que tiene lugar el primer fin de semana de agosto. Comienza el viernes por la tarde con la organización de algún acto cultural y continúa por la noche con baile, generalmente con música de dulzaina. El sábado, suele celebrarse una misa campera, tras la cual, se ofrece una invitación a limonada y pastas para todos los asistentes. Por la tarde, se celebra el tradicional campeonato de calva de forma paralela a los juegos de los niños. El momento central de la fiesta tiene lugar el sábado por la noche con la cena de hermandad, en la que suelen participar 120 personas a pesar de que el anejo apenas alcance los 40 habitantes empadronados. Después hay baile. El domingo, la mañana es más tranquila y no hay actividad hasta la hora de comer, donde los vecinos se reúnen de nuevo para disfrutar de un día de campo. Después, hay campeonatos de cartas, como Cinco y caballo y Tute con entrega de premios para los ganadores. Un merienda cierra la actividad ese día, que continuará el lunes por la tarde con la limpieza del recinto, una era particular, cedida por la familia Vaquero Garrudo sin contraprestación alguna.